# Myotis keaysi
Myotis keaysi — вид рукокрилих роду Нічниця (Myotis).

## Поширення, поведінка
Країни проживання: Аргентина, Беліз, Болівія, Колумбія, Коста-Рика, Еквадор, Сальвадор, Гватемала, Гондурас, Мексика, Нікарагуа, Панама, Перу, Тринідад і Тобаго, Венесуела. Комахоїдний. Проживає в лісах на середніх і високих районах.

## Морфологія

### Морфометрія
Довжина голови й тіла: 40-53, довжина хвоста: 33-40, довжина задньої ступні: 7-9, довжина вуха: 10-14, довжина передпліччя 32-41, вага: 4-6 гр.

### Опис
Це невеликого розміру кажан. Голова трикутна. Ніс має конічну форму. Вуха трикутні і загострені. Очі малі. Хутро м'яке, шовковисте. Спина темно-каштанового кольору з кінчиками волосся жовтуватих або жовтогарячих тонів і чорним кольором основи, надаючи матовий вигляд. Низ блідіший, ніж спина з волосками з блідими кінчиками, які надають мармурового зовнішнього вигляду. Мембрана осягає більше, ніж довжина ніг. Хвіст повністю всередині мембрани. 
| Зубна формула    |
| ---------------- |
| I 2 C 1 P 3 M 3  |
| 'I 3 C 1 P 3 M 3 |